# Токипона
Токипо́на (самоназвание: toki pona [ˈtoki ˈpona]) — универсальный вымышленный искусственный язык, созданный канадской лингвисткой и переводчицей Соней Ланг. Первая информация о нём появилась во Всемирной сети в 2001 году. Название Toki Pona переводится как «язык добра» (возможные переводы: «добрый язык», «простой язык» или «хороший разговор»;). Ланг во время работы по созданию языка была вдохновлена учениями о дао и дзэн и работами философов-примитивистов.
Мировоззрение токипоны нашло своё отражение в её структуре и содержании. В лексиконе языка 125 корней — по мнению автора, самых необходимых. Минимализм лексики сведён также к тому, что, например, в языке отсутствуют названия животных и растений. Впрочем, в неофициальном словаре токипоны есть обозначения для стран, наций, языков, а также имена людей, но пишутся они с большой буквы (ma Nijon — Япония, toki Epelanto — эсперанто, jan Tana — Таня). Упрощённая лексика токипоны сочетается с простыми фонологией, грамматикой и синтаксисом.
В основном на токипоне общаются в интернете (в IRC-чатах и дискуссионном списке на Yahoo!Groups), за пределами всемирной паутины он обладает наибольшей популярностью в таких странах как США, Канада, Великобритания, Австралия в связи с тем, что почти все материалы обучающие языку на английском. Токипона не классифицируется как язык межнационального общения. Известный главным образом среди пользователей Сети, он служит примером интернет-культуры. В 2020 году ограниченным тиражом в печати вышел учебник, составленный интернет-активистами и изданный издательством Скрипториум.

## История
Ранняя версия языка была опубликована в Интернете в 2001 году Соней Ланг и быстро завоевала популярность. Ранняя деятельность происходила на Yahoo! Groups. Члены группы обсуждали язык друг с другом на английском, токипоне и эсперанто, предлагали изменение и говорили о ресурсах на сайте tokipona.org. На пике численности группа насчитывала чуть более 500 участников. Сообщения в группе были заархивированы на форуме токипоны с использованием phpBB. Позже Ланг выпустила свою первую книгу о языке, Toki Pona: The Language of Good, в 2014 году, которая содержит 120 слов и 3 синонима и представляет собой законченную форму языка, основанную на том, как Ланг использовала язык в то время. В 2016 году книга была издана и на французском языке.
В 2007 году заявка на код ISO 639-3 была отклонена с заявлением, что язык слишком молод. Другой запрос был отклонён в 2017 году, поскольку язык «похоже, не используется в различных областях или для общения в сообществе, включающем все возраста». Третий запрос был подан в августе 2021 года, в результате чего в январе 2022 года был принят код ISO 639-3 «tok».
Токипона была предметом некоторых научных работ, а также использовалась для искусственного интеллекта и программных инструментов, а также в качестве терапевтического метода устранения негативного мышления, когда пациенты отслеживали свои мысли в языке. В 2010 году он был выбран для первой версии словаря проекта ROYLA. Цель исследования состояла в том, чтобы изучить влияние искусственного языка на точность машинного распознавания речи, и было выявлено, что модифицированный словарь токипоны значительно превосходит английский.

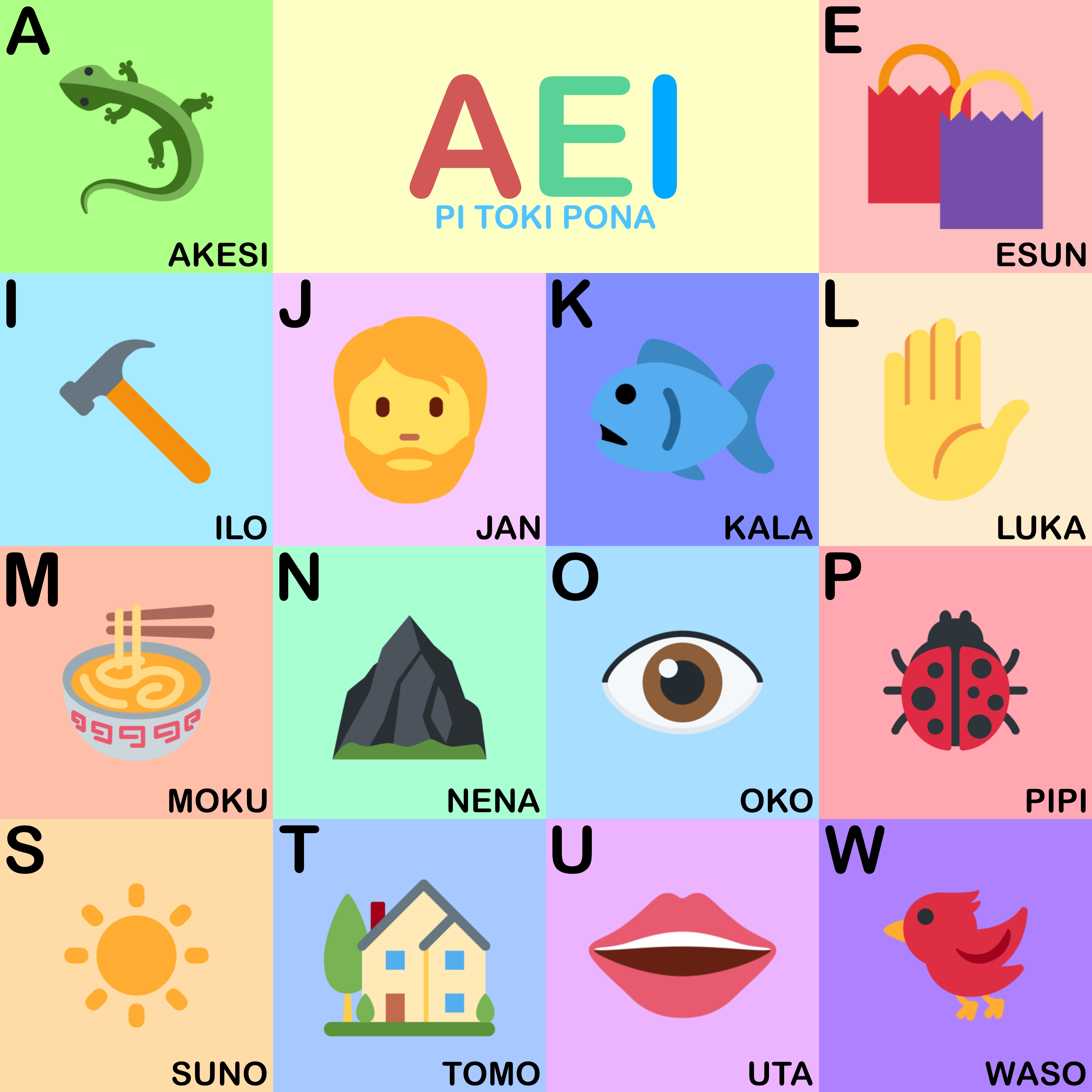
Алфавит-таблица токипоны

## Фонетика
Язык токипона содержит 14 фонем: 5 гласных (a e i o u) и 9 согласных (j k l m n p s t w). Согласные фонемы не разделяются по звонкости/глухости, мягкости/твёрдости.
Гласные произносятся следующим образом:
- a — произносится как русская a;
- e — как русское э;
- i — как русское и;
- o — как русское o;
- u — как русское у.

Согласные:
- k — произносится как русское к;
- l — как русское л, но может быть смягчённым;
- m — как русское м;
- n — как русское н;
- p — как русское п;
- s — как русское c;
- t — как русское т;
- w — произносить надо округляя губы, и произнося в, но губы не смыкая, как ў;
- j — как русское й.

Токипона допускает озвончение согласных в речи, то есть произношение p как b, s как z, t как d и k как g. Ударение всегда ставится на первый слог, даже в заимствованных именах и названиях городов и стран.
| Согласные     | Губные | Переднеязычные | Дорсальные |
| ------------- | ------ | -------------- | ---------- |
| Носовые       | m      | n              |            |
| Взрывные      | p      | t              | k          |
| Фрикативные   |        | s              |            |
| Аппроксиманты | w      | l              | j          |

## Письменность и морфология

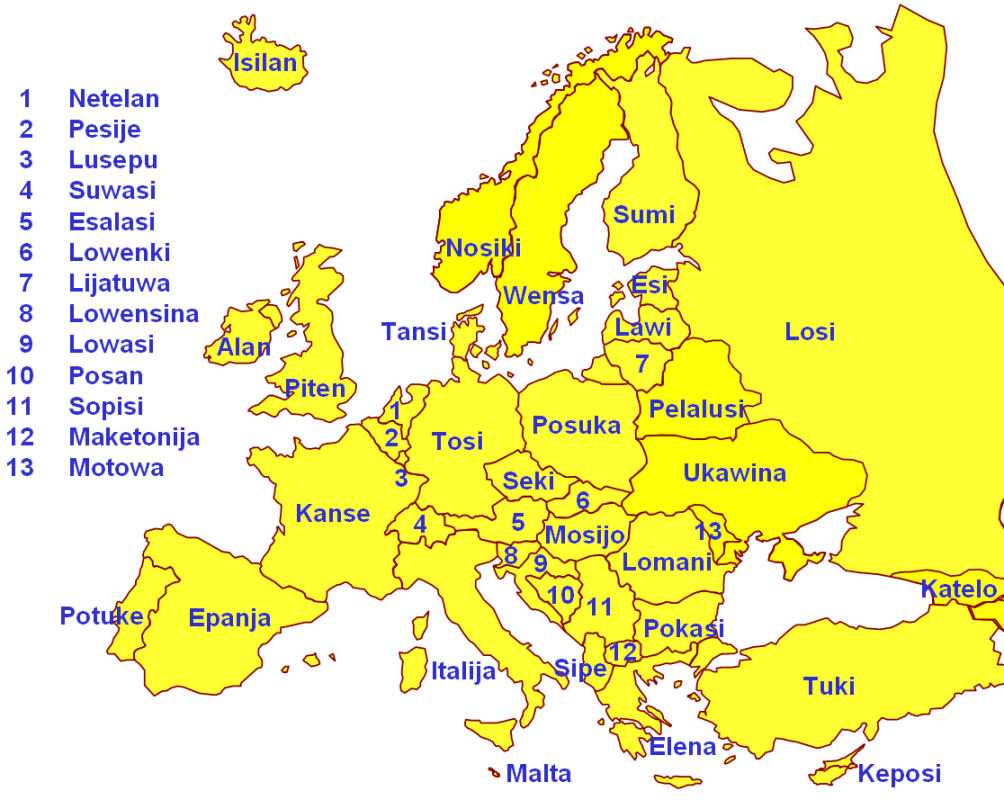
Карта Европы с подписанными названиями стран на токипоне

Официально слова записываются с помощью латинского алфавита, как описано в разделе «фонетика». Слова произносятся, как написаны. Не допускается редукция гласных о и е в безударном положении. В настоящее время рассматриваются варианты записи слов языка с помощью слоговых азбук, взятых из различных естественных языков или изобретённых специально для токипоны, и даже иероглифов.
Слова в токипоне конструируются из слогов. Если слог находится в начале слова, то он может не содержать первую согласную, в остальных случаях слог — это согласная + гласная + опциональная n. n не ставится, если за ней идут n или m. Из всех вариантов слогов в токипоне запрещены слоги: ji, ti, wo, wu (как труднопроизносимые).
Слова в токипоне не изменяются с помощью окончаний, приставок и суффиксов. Многие слова могут выступать и как существительное, и как глагол, и как прилагательное, и как наречие.

## Синтаксис
Предложения в токипоне имеют жёстко определённую структуру. Основные законы построения предложений можно выразить в следующих правилах:
1. Уточняющее слово идёт после уточняемого: «прилагательное» следует за «существительным», а «наречие» — за «глаголом» (в кавычках, потому что как таковые эти категории в токипоне отсутствуют, в любой синтаксической роли может выступать любое значащее слово). Например: «jan (человек) pona (хорошо)» означает «хороший человек», но не «человеческое добро».
2. Сказуемое в предложении идёт после подлежащего, и, если подлежащее не является местоимением mi (я) или sina (ты), то есть сказуемое как бы находится в форме третьего лица, подлежащее и сказуемое разделяются служебным словом li. Слово li используется для отделения группы подлежащего от группы сказуемого. Например, в предложении jan pona li tawa (хороший человек идёт): jan выражает функцию существительного (подлежащее), pona — прилагательного (определение), tawa — глагола (сказуемого). Если бы в этом предложении не было li, tawa оказалось бы вторым определением.
3. Прямое дополнение следует за глаголом и вводится служебным словом e. То есть, подобно слову li, оно отделяет группу сказуемого от группы дополнения и позволяет глагол уточнять наречиями. Пример: jan li lukin (смотреть) mute (много) e tomo (дом): mute будет наречием, а tomo — прямым дополнением.
4. Обстоятельство, имеющее значение для всего предложения (например время действия: прошедшее, настоящее, будущее) ставится в начале предложения и отделяется словом la (это слово имеет ещё один смысл, он описан в уроках). Пример: tenpo (время) ni (это) la mi pali (делать) можно перевести как: «сегодня я работаю».
5. У существительного в словосочетании может быть несколько определений (например waso (птица) lili (маленький) walo (белый) — маленькая белая птица). В этом случае второе определение (walo) относится ко всему сочетанию "существительное + первое определение (waso lili)). Примерная схема: {{{{{сущ} прил1} прил2} прил3} …}. Если определение в словосочетании не является согласованным, то оно отделяется от определяемого существительного словом pi, что указывает на использование притяжательного падежа. Тогда конструкция имеет вид: {{{{сущ1} прил1} прил2} pi {{{сущ2} прил2} …}}. Например: tomo pona pi jan Tana — хороший дом Тани.

Правила синтаксиса
1. Предложением может быть:
  1. междометие
  2. [придаточное предложение] [обращение] <субъект> <сказуемое>

Исключение: Если используется обращение, то субъект не обязателен (Междометиями могут быть a, ala, ike, jaki, mu, o, pakala, pona или toki.)
2. Придаточным предложением может быть:
  1. [taso] <предложение> la или
  2. [taso] <именная группа> la

(«если/когда <придаточное предложение>, тогда <главное предложение>»)
3. [Обращение] имеет структуру: [именная группа] o
4. Субъект имеет структуру: <именная группа> li
Исключение: Если субъект равен mi или sina, то за ним не следует li. (li следует после mi mute и т. д.)
5. Сказуемым может быть:
  1. <элементарная именная группа> [предложная группа]* или
  2. <глагольная группа> [предложная группа] или
  3. <сказуемое> <связка> <сказуемое> (составное сказуемое)

(Связками могут быть anu (или) или li (и).)
6. Именной группой может быть:
  1. <существительное> [модификатор]* или
  2. <элементарная именная группа> pi <существительное плюс модификатор>* или
  3. <именная группа> <связка> <именная группа> (составная именная группа)

(Связками могут быть anu (или) или en (и). 'Элементарная' именная группа не имеет связок.)
7. Предложная группая имеет структуру: <предлог> <именная группа>
8. Глагольной группой может быть:
  1. <вербаль>
  2. <модаль> <вербаль>
  3. <вербаль>-х ala <вербаль>-х (обе вербали одинаковы)
  4. <модаль>-х ala <модаль>-х плюс <вербаль> (оба глагола одинаковы)

(Модалью может быть kama (наступление/будущее время), ken (мочь), или wile (хотеть).)
9. Вербалью может быть:
  1. <глагол> [модификатор]* (это непереходный глагол)
  2. <глагол> [модификатор]* плюс <прямое дополнение>* (это переходный глагол)
  3. lon или tawa плюс <элементарная именная группа>

(Некоторые корни могут выступать только в качестве переходных или только в качестве непереходных глаголов.)
10. Прямое дополнение имеет структуру: e <элементарная именная группа>

## Многозначность
Почти все слова в токипоне имеют множество значений. Например pona — хороший, добро, добрый, простой, чинить (!). Из-за этого, например, предложение jan li pona можно перевести несколькими способами: человек — хороший, или человек — добрый, или, что совсем не похоже на предыдущие переводы, человек чинит. Поэтому часто перевод подбирается исходя из контекста или уточняется. Например, если в предыдущем примере нужно подчеркнуть, что человек чинит, можно указать предмет, который он чинит: jan li pona e tomo (человек чинит здание). Если не указан объект починки, то почти всегда можно считать, что «pona» имеет смысл «хороший, добрый, простой».

## Словарь

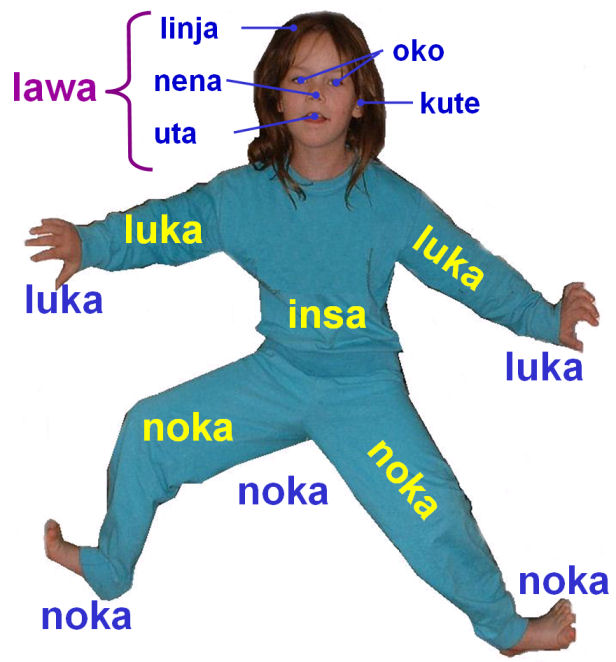
Названия частей тела

Большинство корней слов взято из английского, ток-писина, финского, грузинского, нидерландского, аккадийского французского, эсперанто и сербо-хорватского языков, некоторые взяты из китайского (включая кантонский диалект). Само название языка образовано от слов toki (язык) из ток-писина (tok), от английского talk; и pona (хороший/простой) от слова bona из эсперанто, от латинского bonus.
Словарь токипоны содержит от 118 до 137 корней. В настоящее время наиболее часто используется система состоящая из 125 корней по принципу добровольного упрощения с игнорированием сложностей.
Из-за небольшого количества корней слова других языков часто переводятся на токипону с использованием нескольких корней, например «учить», «обучать» будет pana e sona, буквально «давать знание». Хотя о токипоне часто говорят как о «языке из 120 слов», скептики считают, что это не совсем верно: в нём используется много словосочетаний и стандартных оборотов, которые необходимо заучивать как отдельные лексические единицы.
С точки же зрения токипонистов, представления о «заучивании словосочетаний и оборотов» неверны. Токипонист сам комбинирует понятия из имеющихся слов, выкладывающиеся же в Интернете «словосочетания и стандартные обороты» — лишь рекомендации. Вообще, говорить о чём-то стандартном в токипоне (кроме, разумеется, грамматики и базового словаря) не приходится: всё зависит от контекста и от самого токипониста. Например, слово «стол», в зависимости от контекста, может переводиться как «supa sitelen» («мебель для письма»), «supa moku» («мебель для еды») или даже «supa kiwen ike» («мебель жёсткая и плохая»), если, к примеру, говорящий о него ударился.

### История
У некоторых слов есть устаревшие синонимы.  Например, nena заменила kapa (выпуклость) на ранней стадии развития языка по неизвестным причинам. Позже местоимение ona заменило iki (он, она, оно, они), которое иногда путали с ike (плохой).
Точно так же ali было добавлено в качестве альтернативы ale (все), чтобы избежать путаницы с ala (нет, не) среди людей, которые сокращают безударные гласные, хотя обе формы все ещё используются.
Первоначально oko означало «глаз», а lukin глагол «видеть». Позже в книге значения были объединены в слово lukin, альтернативой было oko.
Слова, которые были просто удалены из лексикона, включают leko (блок, лестница), monsuta (чудовище, страх), majuna (старый), kipisi (резать) и pata (родной брат).  Эти слова считались устаревшими, поскольку не были включены в официальную книгу.

## Системы написания
Для написания текста на токипоне используются четырнадцать латинских букв:  a e i j k l m n o p s t u w. Имеют такое же значение, как и в Международном фонетическом алфавите. Помимо латинского алфавита, который является наиболее распространённым способом написания языка, для токипоны было разработано и адаптировано множество альтернативных систем письма. Наиболее успешными и распространёнными являются две логографические системы письма: sitelen pona и sitelen sitelen. Оба были включены в книгу Toki Pona: The Language of Good.

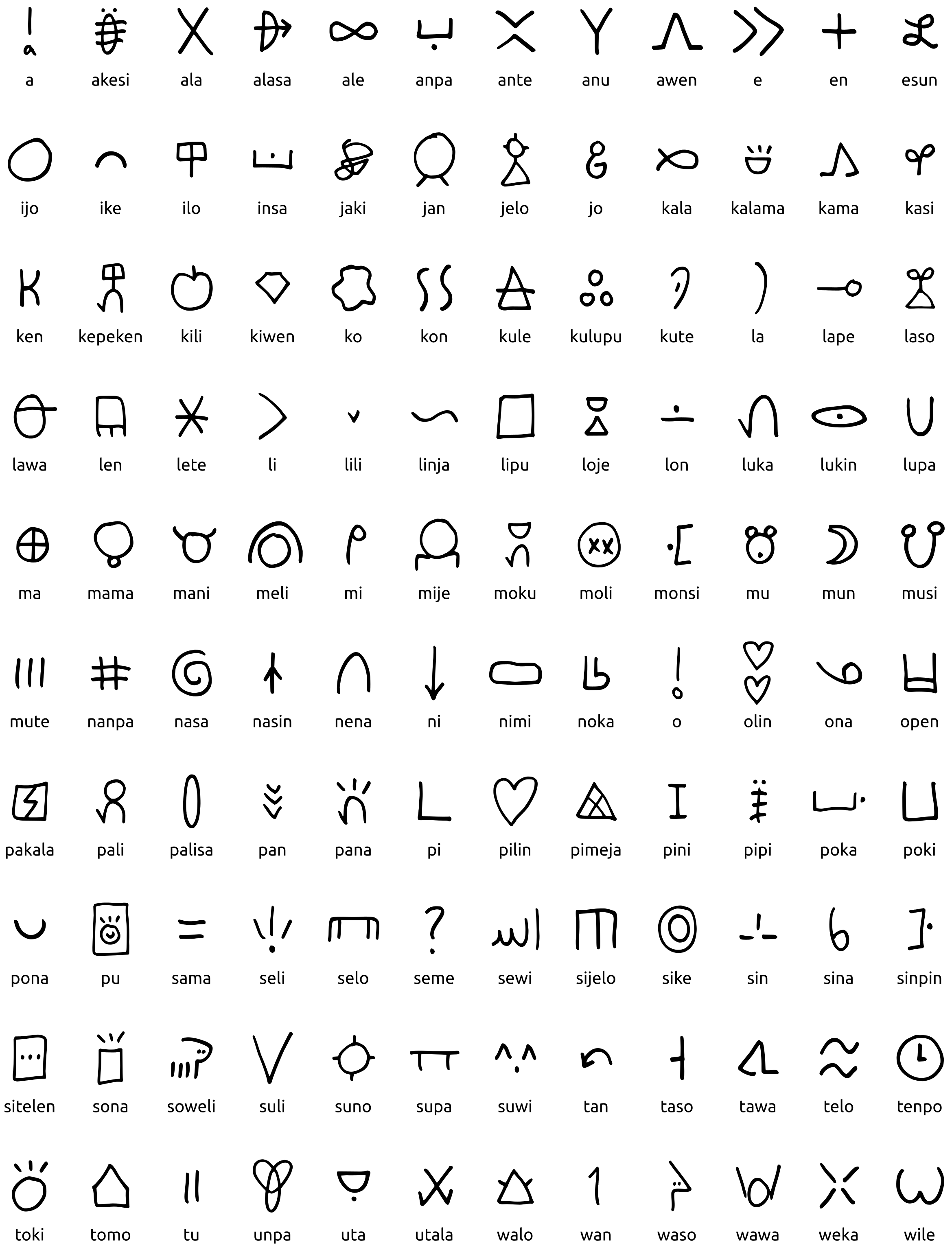
Иероглифы sitelen pona из книги Toki Pona: The Language of Good

### sitelen pona
Система письма sitelen pona («хорошее/простое письмо/рисунок») была разработана Соней Ланг как альтернативная система письма и впервые опубликована в её книге «Toki Pona: The Language of Good» в 2014 году. В этой системе каждое слово представлено своим символом. Имена собственные записываются внутри символа с использованием ряда символов, где каждый символ представляет собой первую букву своего слова. Символы, представляющие одно прилагательное, могут быть написаны внутри или над символом предшествующего слова, которое они модифицируют. Символ toki pona  состоит из символов (pona ) и (toki).
По состоянию на 2021 год sitelen pona  широко используется в сообществе токипоны. По данным переписи 2021 года, в которой участвовало около 800 человек в сообществе токипоны, 61% сообщили, что знают sitelen pona , а 43% сообщили, что используют его. Среди примерно 90 человек, принявших участие в опросе на языке токипона, 81% сообщили, что знают эту систему письма, 59% сообщили, что используют её, а 28% заявили, что они её предпочитают.

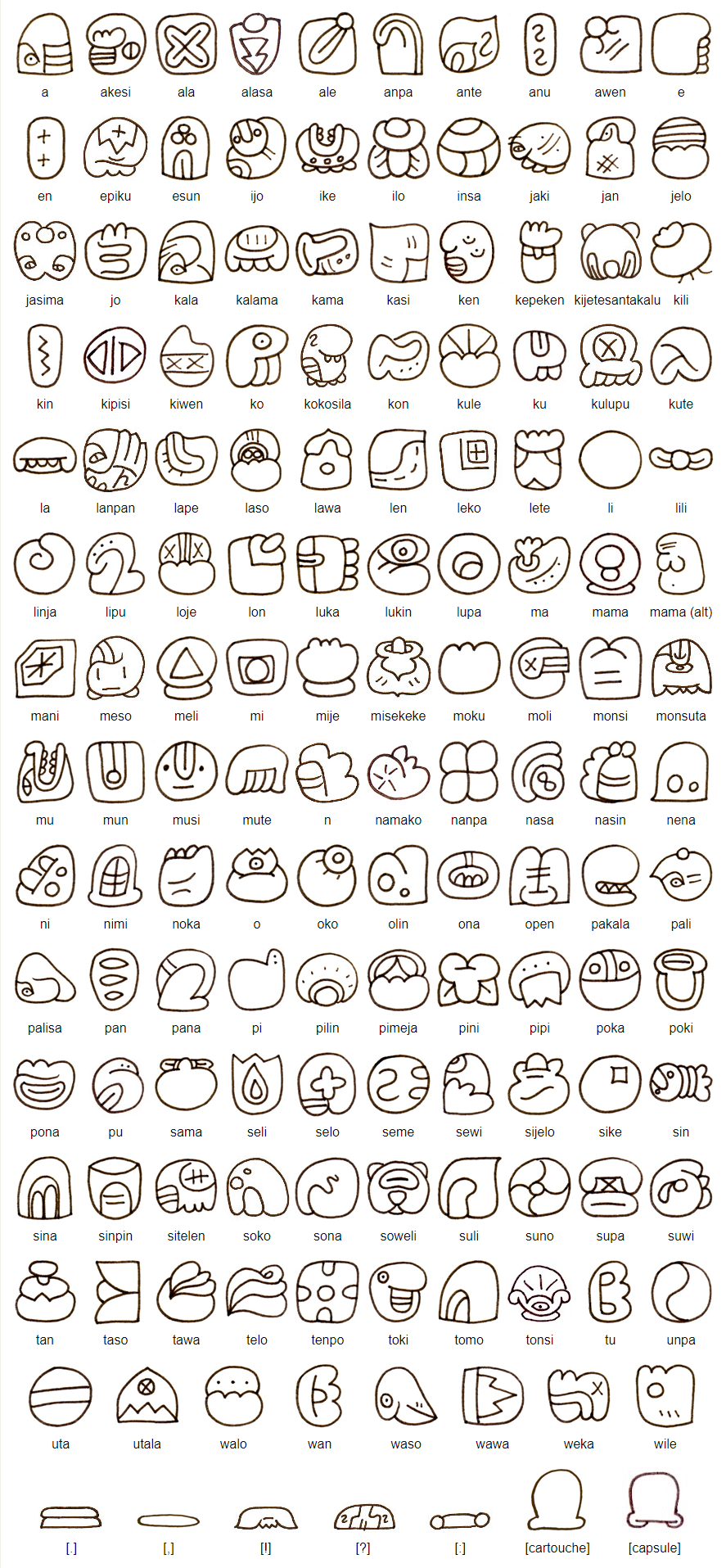
Иероглифы sitelen sitelen

### sitelen sitelen

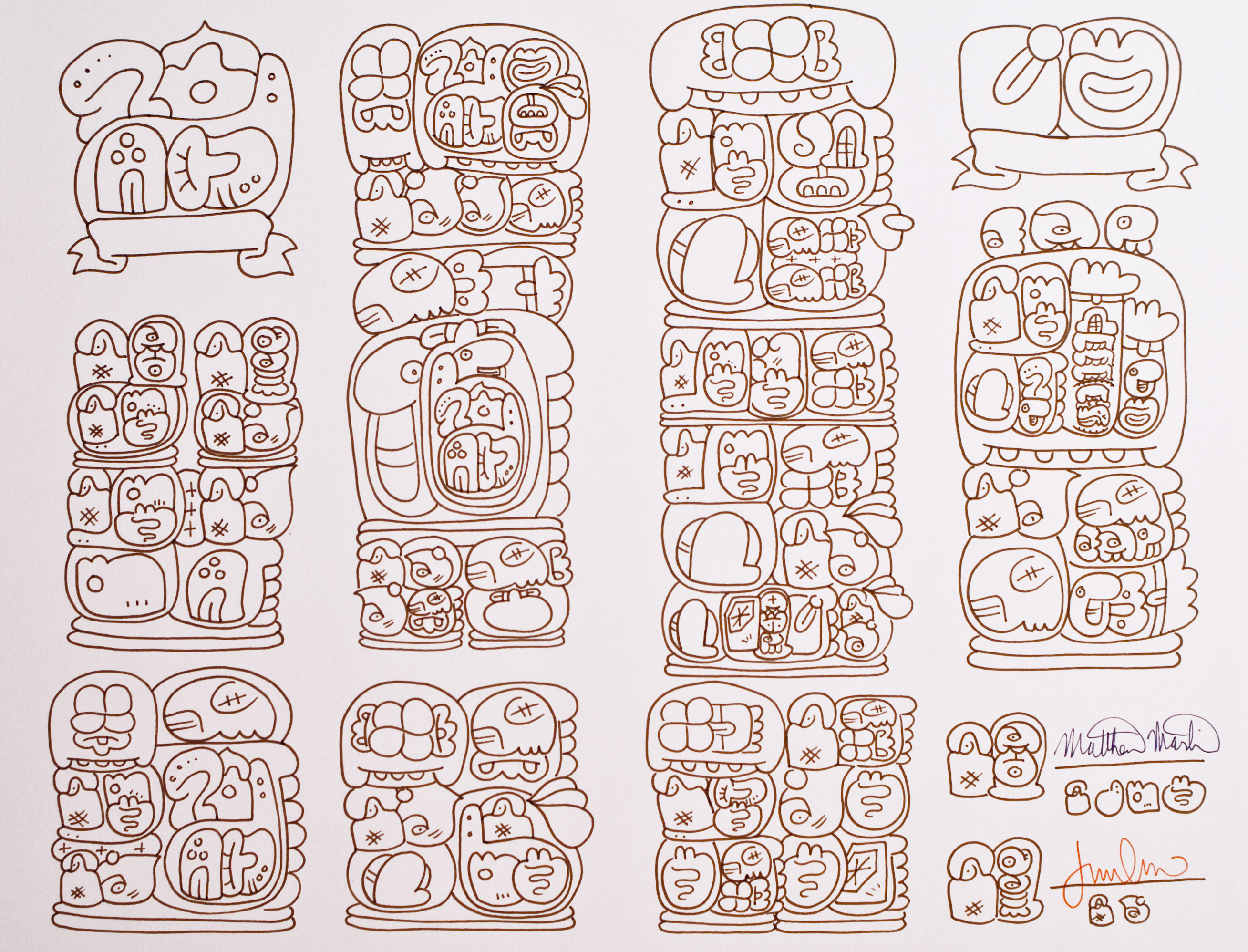
Контракт на sitelen sitelen, 2012 год

Система письма sitelen sitelen («писание рисунками»), также известная как sitelen suwi («милый рисунок»), была создана Джонатаном Гейблом. В отличие от sitelen pona эта более сложная нелинейная система письма, использующая два метода для образования слов: логограммы, представляющие слова, и буквенно-сложный алфавит для написания слогов.
По состоянию на 2021 год только меньшинство сообщества токипоны активно использует sitelen sitelen. По данным переписи 2021 года, в которой приняли участие около 800 человек, 31% отметили, что владеют sitelen sitelen, а 11%, что используют его.

## toki pona luka и luka pona

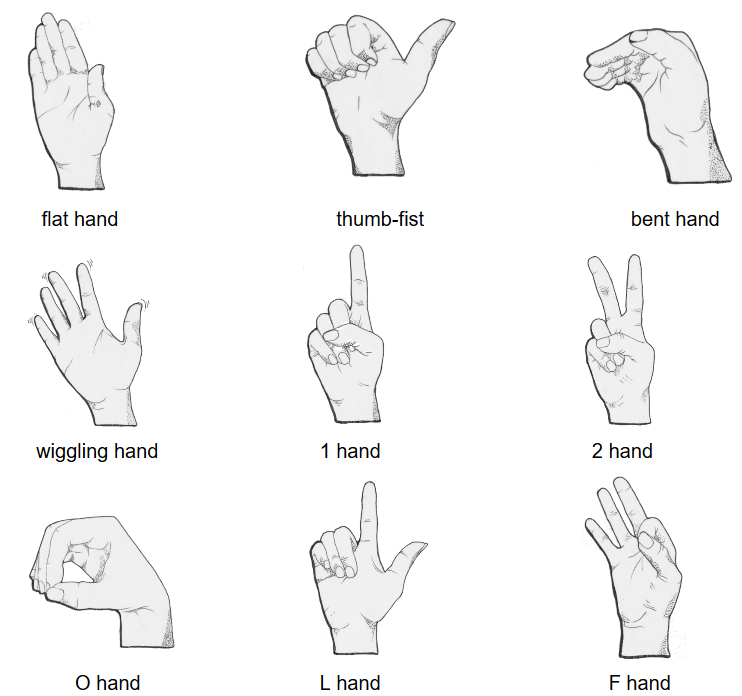
Жесты toki pona luka

Жестовая токипона или toki pona luka представляет собой версию токипоны с использованием жестов. Каждое слово и буква имеют свой собственный знак, который отличается формой руки, расположением руки на теле, ориентацией ладони или пальца и использованием одной или обеих рук.  Большинство жестов выполняется правой рукой в нужном месте.  Однако некоторые жесты выполняются обеими руками симметрично. Чтобы сформировать предложение, каждый из знаков выполняется с использованием грамматики и порядка слов языка.
Также существует более натуралистичный сконструированный язык жестов, называемый luka pona, который более широко используется в сообществе токипоны, чем toki pona luka.  Это отдельный язык со своей собственной грамматикой, но его словарь в целом аналогичен токипоне.  Знаки luka pona имеют повышенную иконичность по сравнению с toki pona luka, и многие знаки являются заимствованными словами из естественных жестовых языков.  Его грамматика представляет собой субъект-объект-глагол, и, как и в естественных жестовых языках, он использует конструкции классификаторов и пространство для знаков.  В словаре Toki Pona Dictionary Соня Ланг рекомендует изучать luka pona вместо toki pona luka.

## Сообщество

Логотип раздела Википедии на токипоне

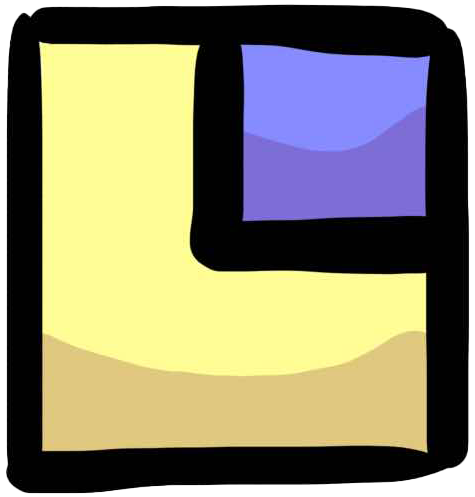
Логотип первого журнала на токипоне lipu tenpo

В течение короткого промежутка времени существовал раздел Википедии на токипоне (называемая lipu Wikipesija). Он был закрыт в 2005 году и перенесён на Фэндом, а 23 апреля 2021 года на независимый веб-сайт.